# Lala (Lusa)
Die Lala (russisch Лала) ist ein rechter Nebenfluss der Lusa in den Oblasten Archangelsk und Kirow in Nordwestrussland.
Die Lala entspringt im Hügelland südlich der Stadt Korjaschma in der Oblast Archangelsk. Sie fließt zuerst in östlicher Richtung, wendet sich dann aber nach Süden. Sie durchfließt nun den äußersten Nordwesten der Oblast Kirow in südlicher Richtung, passiert die Siedlung städtischen Typs Lalsk und mündet nach einer Flussstrecke von 172 km rechtsseitig in die nach Westen fließende Lusa. Die Lala entwässert ein Areal von 1010 km². Der mittlere Abfluss (MQ) am Pegel Alexandrowo, 11 km oberhalb der Mündung, beträgt 8 m³/s. Der Fluss wird hauptsächlich von der Schneeschmelze gespeist. Das Monatsmittel im Monat Mai liegt bei 43 m³/s.